# イゴール・アキンフェエフ
イゴール・ウラジミロヴィッチ・アキンフェエフ（Igor Vladimirovich Akinfeev ロシア語: Игорь Владимирович Акинфеев, 1986年4月8日 - ）は、ソビエト連邦（現ロシア連邦）・ヴィドノエ出身のサッカー選手。ロシアサッカー・プレミアリーグ・CSKAモスクワ所属。元ロシア代表。ポジションはゴールキーパー。

## 来歴

### クラブ
6歳以下は入団できないはずのCSKAモスクワ傘下のサッカースクールに、 数十分の練習を見たCSKA関係者が即入団を許可し、4歳で入団。
2003年にクリリヤ・ソヴェトフ・サマーラ戦で16歳ながらプロデビューを果たした。2003シーズンには13試合に出場し、クラブ初のロシア・プレミアリーグ優勝を17歳で経験した。デビューから2年目の2004年3月には、当時クリリヤ・ソヴェトフ・サマーラ所属のオグニェン・コロマンに対し、乱暴な行為を行ったとして、リーグ戦5試合の出場停止処分を受けるも、シーズンを通して26試合に出場しレギュラーの座を確立した。
2005年にはUEFAカップ、ロシア・プレミアリーグ、ロシア・カップで優勝し3冠を達成、翌2006年には三度目のリーグ優勝を経験し、自身もズヴェズダ・トロフィーを授与された。
しかし、2007年5月にFCロストフ戦で半年間の離脱となる膝の大怪我を負い、クラブもリーグ3位でシーズンを終えた。2008シーズンに復帰すると自身三度目となるロシア・カップを制覇。また、同年からセルゲイ・イグナシェヴィッチに代わってキャプテンを務めることになった。
以降も正守護神として君臨していたが、2011年8月28日のFCスパルタク・モスクワ戦では、スパルタクFWウェリトンとハイボールの処理の際に激しく衝突してバランスを崩し着地時に左膝の十字靭帯を負傷。再び半年間の離脱を余儀なくされた。

### 代表
2004年4月28日、親善試合のノルウェー戦で18歳20日にしてロシア代表デビューを果たした。出場機会は与えられなかったもののUEFA EURO2004のメンバーに第3GKとして選出された。
UEFA EURO 2008では正GKとして全5試合にフル出場。ロシアのベスト4進出を支えた。
しかし、2011年8月に上述の怪我を負い、UEFA EURO 2012予選の残りの4試合を欠場することになった。この怪我に伴い、2008年6月10日のスペイン戦から続いていた代表戦での連続試合出場は30でストップした。2012年3月に復帰し、UEFA EURO 2012のメンバーにも選出されるも、正GKの座はヴィアチェスラフ・マラフェエフが務め、自身に出場機会は訪れなかった。チームもグループリーグ敗退となった。
2014 FIFAワールドカップでは再び正GKを務め、全3試合にフル出場するも、グループリーグ敗退に終わった。
2015年3月27日に行われたEURO2016予選グループGモンテネグロ戦では、開始20秒で観客席から投げ込まれた発煙筒が自身の後頭部に直撃。首に怪我と火傷を負い、ユーリー・ロディーギンと交代した。なお、試合は約35分間の中断を経て再開したものの、両チームの間に混乱が起き、結局中止となった。
自身4度目のユーロとなるUEFA EURO 2016でも正GKとして全3試合にフル出場するも、2大会連続のグループリーグ敗退となった。
自国開催となる2018 FIFAワールドカップにも全5試合にフル出場。決勝トーナメント1回戦のスペインとのPK戦ではコケとイアゴ・アスパスのシュートを防ぎ、大会公式のマンオブザマッチに選出されるなど、チームのベスト8進出を支えた。
2018年10月1日、ロシア代表からの引退を発表した。

## 個人成績
| クラブ           | シーズン | リーグ | リーグ | カップ | カップ | 欧州カップ戦 | 欧州カップ戦 | スーパーカップ | スーパーカップ | 合計 | 合計 |
| クラブ           | シーズン | 試合   | 得点   | 試合   | 得点   | 試合         | 得点         | 試合           | 得点           | 試合 | 得点 |
| ---------------- | -------- | ------ | ------ | ------ | ------ | ------------ | ------------ | -------------- | -------------- | ---- | ---- |
| PFC CSKAモスクワ | 2003     | 13     | 0      | 1      | 0      | 1            | 0            | 2              | 0              | 17   | 0    |
| PFC CSKAモスクワ | 2004     | 26     | 0      | 2      | 0      | 10           | 0            | 1              | 0              | 39   | 0    |
| PFC CSKAモスクワ | 2005     | 29     | 0      | 7      | 0      | 15           | 0            | 1              | 0              | 52   | 0    |
| PFC CSKAモスクワ | 2006     | 28     | 0      | 7      | 0      | 8            | 0            | 1              | 0              | 44   | 0    |
| PFC CSKAモスクワ | 2007     | 10     | 0      | 2      | 0      | 5            | 0            | 1              | 0              | 18   | 0    |
| PFC CSKAモスクワ | 2008     | 30     | 0      | 2      | 0      | 6            | 0            | 0              | 0              | 38   | 0    |
| PFC CSKAモスクワ | 2009     | 30     | 0      | 4      | 0      | 10           | 0            | 1              | 0              | 45   | 0    |
| PFC CSKAモスクワ | 2010     | 28     | 0      | 1      | 0      | 11           | 0            | 1              | 0              | 41   | 0    |
| PFC CSKAモスクワ | 2011–12  | 28     | 0      | 4      | 0      | 4            | 0            | 1              | 0              | 37   | 0    |
| PFC CSKAモスクワ | 2012–13  | 29     | 0      | 2      | 0      | 2            | 0            | 0              | 0              | 33   | 0    |
| PFC CSKAモスクワ | 2013–14  | 29     | 0      | 3      | 0      | 6            | 0            | 1              | 0              | 39   | 0    |
| PFC CSKAモスクワ | 2014–15  | 30     | 0      | 2      | 0      | 6            | 0            | 1              | 0              | 39   | 0    |
| PFC CSKAモスクワ | 2015–16  | 30     | 0      | 3      | 0      | 10           | 0            | 1              | 0              | 44   | 0    |
| PFC CSKAモスクワ | 2016–17  | 29     | 0      | 0      | 0      | 6            | 0            | 1              | 0              | 35   | 0    |
| PFC CSKAモスクワ | 2017–18  | 28     | 0      | 0      | 0      | 16           | 0            | 0              | 0              | 44   | 0    |
| PFC CSKAモスクワ | 2018–19  | 30     | 0      | 0      | 0      | 5            | 0            | 1              | 0              | 36   | 0    |
| 通算             | 通算     | 427    | 0      | 40     | 0      | 120          | 0            | 13             | 0              | 601  | 0    |

## 代表歴

### 出場大会
- ロシア代表
  - 2014 FIFAワールドカップ
  - 2018 FIFAワールドカップ

### 試合数
- 国際Aマッチ 111試合 0得点（2004年-2018年）[11]

| ロシア代表 | 国際Aマッチ | 国際Aマッチ |
| 年         | 出場        | 得点        |
| ---------- | ----------- | ----------- |
| 2004       | 1           | 0           |
| 2005       | 7           | 0           |
| 2006       | 7           | 0           |
| 2007       | 2           | 0           |
| 2008       | 12          | 0           |
| 2009       | 10          | 0           |
| 2010       | 7           | 0           |
| 2011       | 4           | 0           |
| 2012       | 7           | 0           |
| 2013       | 8           | 0           |
| 2014       | 12          | 0           |
| 2015       | 8           | 0           |
| 2016       | 9           | 0           |
| 2017       | 9           | 0           |
| 2018       | 8           | 0           |
| 通算       | 111         | 0           |

## タイトル
PFC CSKAモスクワ
- ロシアサッカー・プレミアリーグ：5 (2003, 2005, 2006, 2012-13, 2013-14)
- ロシア・カップ：6 (2005, 2006, 2008, 2009, 2011, 2013)
- ロシア・スーパーカップ：7 (2004, 2006, 2007, 2009, 2013, 2014, 2018)
- UEFAカップ：1 (2005)